# 藤舎成光
藤舎 成光（とうしゃ せいこう、1986年11月21日 - ）本名は中川　秀亮（なかがわ　ひであき）は藤舎流囃子方。小鼓、太鼓の演奏家。
京都市生まれ。父は、人間国宝藤舎名生。
祖父は、藤舎秀蓬　叔父は、今藤尚之、中川善雄
従兄弟は、二代目　藤舎推峰、今藤長龍郎
東京芸術大学邦楽科別科終了
現在は歌舞伎、長唄会などで活動している。

## 人物･来歴
- 1986年　京都生まれ。
- 1991年　3歳より五世家元、藤舎呂船師（藤舎せい子）、六世家元、藤舎呂船師に、囃子の指導を受ける。
- 1993年　7歳より観世流太鼓方・井上敬介師に、太鼓の指導を受ける。
- 1994年　父、藤舎名生と共にニューヨークのカーネギーホールにてコンサート。カーネギーホール最年少での出演を果たす。

## 出演

### CM
- ひとくち餃子の点天(2015-)